# Cryptocentrum caespitosum
Cryptocentrum caespitosum är en orkidéart som beskrevs av Germán Carnevali. Cryptocentrum caespitosum ingår i släktet Cryptocentrum, och familjen orkidéer.
Artens utbredningsområde är Panamá. Inga underarter finns listade i Catalogue of Life.